# Aprinde un Vis
Aprinde un Vis (укр. запали мрію)  — дебютний студійний альбом румунського гурту One, виданий 28 жовтня 2013 року під лейблом MediaPro Music. До альбому увійшли 9 композицій, виконані румунською та англійською мовами. Також до нього було включено сингли «Un Nou Inceput», «Run for Love», «Till the End of Time» та пісню «Ploaia Mea», записану у рамках телесеріалу «Pariu cu viața».

## Учасники запису
- Крістіна Чобанашу — вокал, клавішні
- Влад Герман — вокал

## Список композицій
1. Un Nou Inceput
2. Down Down
3. Aprinde Un Vis
4. Only Lie
5. Hush Hush
6. Ploaia Mea
7. Anotimpuri Noi
8. Run for Love
9. Till the End of Time (By Play&Win)